# Magdalena Stefanowicz
Magdalena Stefanowicz (* 21. September 2000 in Bytom) ist eine polnische Leichtathletin, die sich auf den Sprint spezialisiert hat. Mit der polnischen 4-mal-100-Meter-Staffel gewann sie 2022 eine Silbermedaille bei den Europameisterschaften in München.

## Sportliche Laufbahn
Erstmals bei einer internationalen Meisterschaft trat Magdalena Stefanowicz bei den U18-Weltmeisterschaften 2017 in Nairobi an. Dort gelangte sie über 100 Meter bis in das Finale und gewann in 11,62 s die Silbermedaille hinter der Türkin Mizgin Ay. Zudem belegte sie über 200 Meter den sechsten Platz. Anschließend nahm sie mit der 4-mal-100-Meter-Staffel an den U20-Europameisterschaften in Grosseto teil und schied dort mit 45,27 s bereits in der Vorrunde aus. 2018 qualifizierte sie sich über 100 Meter für die U20-Weltmeisterschaften in Tampere, bei denen sie im Finale mit 11,47 s den fünften Platz belegte, wie auch mit der Staffel mit 44,61 s. Im Jahr darauf wurde sie bei den U20-Europameisterschaften im schwedischen Borås in 11,62 s Fünfte und erreichte mit der Staffel in 44,72 s Rang sechs. Bei den World Athletics Relays 2021 im heimischen Chorzów wurde sie in 44,10 s Zweite in der 4-mal-100-Meter-Staffel hinter dem Team aus Italien. Im Juli schied sie bei den U23-Europameisterschaften in Tallinn mit 11,70 s im Halbfinale über 100 Meter aus und mit der Staffel belegte sie in 44,22 s den vierten Platz. 2022 siegte sie in 11,35 s über 100 Meter bei den Copenhagen Athletics Games und anschließend schied sie bei den Weltmeisterschaften in Eugene mit 43,19 s im Vorlauf mit der 4-mal-100-Meter-Staffel aus. Anschließend erreichte sie bei den Europameisterschaften in München das Halbfinale über 100 Meter und schied dort mit 11,43 s aus und der Staffel verhalf sie zum Finaleinzug und trug damit zum Gewinn der Silbermedaille durch die polnische Mannschaft bei.
2023 erreichte sie bei den Halleneuropameisterschaften in Istanbul das Halbfinale über 60 Meter und schied dort mit 7,32 s aus. Im Juni wurde sie bei der 1. Liga der Team-Europameisterschaft im Zuge der Europaspiele in Chorzów in 42,97 s Zweite und sicherte sich damit ligenübergreifend die Silbermedaille hinter dem niederländischen Team. Im August schied sie bei den Weltmeisterschaften in Budapest mit 11,43 s in der ersten Runde über 100 Meter aus. Zudem belegte sie mit der Staffel in 42,66 s den fünften Platz. Im Jahr darauf schied sie bei den Hallenweltmeisterschaften in Glasgow mit 7,37 s im Halbfinale über 60 Meter aus. Bei den World Athletics Relays im Mai auf den Bahamas trug sie über 4 × 100 m zum Sieg des polnischen Teams im 2. Vorlauf in 42,81 s bei. Obwohl das Team im Endlauf nicht das Ziel erreichte, sicherte es sich damit einen Startplatz bei den Olympischen Spielen in Paris. Im Juni kam sie bei den Europameisterschaften in Rom im Finale erneut nicht ins Ziel. Im August schied sie bei den Olympischen Sommerspielen in Paris mit 11,47 s im Vorlauf über 100 Meter aus und verpasste mit der Staffel mit 42,86 s den Finaleinzug.
Bei den World Athletics Relays 2025 in Guangzhou sicherte sie der 4-mal-100-Meter-Staffel einen Startplatz bei den Weltmeisterschaften in Tokio. Ende Juni wurde sie bei der 1. Liga der Team-Europameisterschaft in Madrid mit der Staffel in 42,84 s Fünfte im A-Lauf. Anschließend gewann sie bei den World University Games in Bochum in 11,49 s die Silbermedaille über 100 Meter hinter der Australierin Georgia Harris. Zudem belegte sie mit der Staffel in 44,05 s den fünften Platz.
In den Jahren 2020 und 2024 wurde Stefanowicz polnische Meisterin in der 4-mal-100-Meter-Staffel. Zudem wurde sie 2019 und 2020 Hallenmeisterin in der 4-mal-200-Meter-Staffel.

## Persönliche Bestzeiten
- 100 Meter: 11,25 s (0,0 m/s), 4. Juni 2023 in Chorzów
  - 60 Meter (Halle): 7,19 s, 17. Februar 2024 in Toruń
- 200 Meter: 23,35 s (+0,8 m/s), 3. September 2023 in Olsztyn
  - 200 Meter (Halle): 23,72 s, 18. Februar 2024 in Toruń